# Charles Raymond Bentley
Charles Raymond Bentley, ameriški glaciolog, geofizik in pedagog, * 1931, Rochester, New York, ZDA, † 19. avgust 2017, Oakland, Kalifornija, ZDA.
Bentley je bil profesor emeritus na Univerzi v Wisconsinu. 
Najbolj je poznan po raziskovanju Antarktike, kjer so po njem imenujeta gora Bentley in Bentleyjev podledeniški jarek.
Leta 1957 se je v gosenicah s peščico drugih znanstvenikov, vključno z Mariem Giovinettom, odpravil na odpravo čez Zahodno Antarktiko, da bi opravil prve meritve ledenega pokrova.
Leta 1990 je s strani Mednarodnega glaciološkega društva prejel Seligmanov kristal. Umrl je 19. avgusta 2017 v starosti 87 let v Oaklandu v Kaliforniji.